# Edward Lowassa
Edward Ngoyayi Lowassa, född 26 augusti 1953 i Arusha, Tanzania, död 10 februari 2024 i Dar es Salaam, Tanzania, var Tanzanias premiärminister från 30 december 2005 till 7 februari 2008. Lowassa hade en lång bakgrund i både parlamentet och regeringen. Han efterträddes av Mizengo Pinda. 
Lowassa fick sin examen i teaterkonst vid Dar es-Salaams universitet och senare en masters degree i utvecklingsstudier vid University of Bath i Storbritannien.